# مسايرة (علم نفس)
المسايرة أو المجاراة أو التأقلم (بالإنجليزية: coping)‏ في علم النفس هي بذل مجهود عقلي بصورة واعية لحل مشكلة شخصية أو مشكلة تفاعلية إجتماعية، أو احتواء موقف للتقليل من التوتر أو الضغط المصاحب لهذا الموقف، وتتوقف فاعلية المسايرة على نوع التوتر وشدته، كما تتوقف على الاختلافات بين الأفراد والظروف المحيطة. تُسمي آليات المسايرة النفسية عادة بأسماء مختلفة مثل إستراتيجيات المسايرة، أو مهارات المسايرة. (يرجي عدم الخلط بينها وبين الدفاعات النفسية المستخدمة بصورة لاواعية لحماية الأنا).
يشر مصطلح المسايرة بصورة عامة إلى مجموعة من الإستراتيجيات أو الآليات التي تمكن الإنسان من التأقلم مع الضغط النفسي من خلال تقليلة، إلا أن بعض الإستراتيجيات قد تؤدي إلى صعوبة التأقلم، بسبب تأثيرها على المستوي البعيد.
يتحكم نوع الشخصية في أنواع آليات المسايرة المختلفة، حيث أن هذا الآليات تمثل جزء من تكوين الشخصية، كما أن آليات المسايرة أيضا تخضع للبيئة الاجتماعية المحيطة.

## أنواع آليات المسايرة
يوجد العديد من آليات المسايرة التي قد تصل إلى المئات، إلا أن تقسيم هذه الآليات تحت بنود عريضة تجمعها لم يتم الإتفاق عليه بعد، على الرغم من ذلك فإن هناك فروق واضحة بين الآليات المختلفة والتي تسهل في التفريق بينها، على سبيل المثال: التدخل مقابل عدم التدخل، التركيز على الجرء العاطفي مقابل التركيز على المشكلة ذاتها، الإدراك مقابل السلوك، وهناك عدد من المراجع النفسية قامت بتقسيم هذه الآليات إلى ثلاثة أنواع رئيسية:
- التركيز على المشكلة: وفيها يسعي الشخص وراء السبب الرئيسي للتوتر.
- التركيز على المشاعر: وفيها يسعي الشخص إلى تغير مشاعره الذاتية تجاه الموقف المسبب للتوتر.
- التركيز على التقييم: وفيها يحاول الشخص تحدي الافتراض الذي تكوّن بداخله.

يتجلى النوع الأول (التركيز على المشكلة) عندما يسعى الشخص لإيجاد السبب الأساسي وراء المشكلة (سبب التوتر)، وذلك من خلال المعلومات وتعلم المهارات الجديدة التي تُمكنه من التغلب على التوتر، وتتضمن هذه الآلية عدد من الأساليب مثل جمع المعلومات وتقيم الإيجابيات والسلبيات، والأخذ بزمام الأمور (تحمل المسؤولية).
فيمايتجلى النوع الثاني (التركيز على المشاعر) في إطلاق المشاعر المكبوتة، تشتيت الذات، وترويض المشاعر السلبية، والتأمل أو التفكر، وبالتالي فإن هذه الآلية تتعامل مع المشاعر المصاحبة للتوتر.
ويأخذ النوع الثالث (التركيز على التقييم) شكل محاولة الشخص تغيير طريقة تفكيره، على سبيل المثال عندما يفكر في فصل نفسه عن الوسط المحيط أو إنكاره بالكلية، ويتمكن الشخص من تغيير طريقة تفكيره بتغيير أهدافه وقيمه.
تساهم آلية التركيز على المشاعر في تقليل التوتر وذلك من خلال تقليل حدة المشاعر المصاحبة لهذا التوتر بعدة طرق أهمها: إبعاد الشخص لنفسه عن الموقف، أو تقبل اللوم، أو الانسحاب، وبالتالي فإن هذه الطريقة تعمل على تشتيت الانتباه بعيدا عن مشاعر التوتر ذاتها، ولهذا السبب فإن هذه الآلية تكون أكثر ملائَمة للتوترات التي لا يمكن حل أسبابها، كفقد حبييب أو الإصابة بمرض خطير، وبلفت النظر هنا إلى أن بعض أساليب هذه الآلية مثل الانسحاب قد يكون له فائدة على المدى القريب إلا أنه يكون شديد الضرر على المدى البعيد إذا ما استعمل بصورة أساسية، وذلك لأنه يفصل الإنسان عن التعامل مع الواقع، وهذا بدوره يحافظ على مصدر التوتر. وعلى العكس من أسلوب الانسحاب، فإن أسلوب السعي لإيجاد دعم اجتماعي يكون ذو قيمة وفائدة على المدى القريب والبعيد.
يستخدم الشخص عادة خليط من الأساليب الأنواع الثلاثة لآليات المسايرة، ويشير البعض إلى أن أفضل آلية هي آلية التركيز على المشكلة، حيث أنها تساعد الشخص على أن يعيش بشكل أفضل، كما أنها تمكنه من مواجهة الصعوبات وحلها.

### الأساليب الإيجابية (التكيفية أو البَنّائَة)
يُعد الحدس أو التوقع واحدا من أهم الأساليب الإيجابية، وذلك من خلال توقع المشكلة وبالتالي الإستعداد لها، وتهييئ الآلية المناسبة للتعامل معها.
وهناك أيضا أسلوب السعي لإيجاد دعم اجتماعي من الآخرين، وكذلك التركيز على إيجاد معني أو قيمة جديدة يدركها الشخص من خلال مروره بهذه التجربة المسببة للتوتر. وأيضا فإن التغذية الجيدة والتمارين الرياضية والنوم الجيد يساعد في التغلب على التوتر، وكذلك تمارين اللياقة والاسترخاء الجسدي. هناك أيضا واحدا من أشهر وأهم الأساليب المستخدمة في مسايرة التوتر وهو الحس الفكاهي، حيث يسمح الشخص لنفسه أن يشعر بألمة ثم يسيطر عليه ويضعه في قالب من خفة الظل وروح الفكاهة.
عند التعامل مع التوتر يجب أن يُأخذ الاهتمام بالصحة الجسدية والعقلية والاجتماعية في الحسبان، فعلى صعيد الصحة الجسدية يجب على الشخص أن يتعلم كيف يهتم بصحته، وأن يحاول الاسترخاء في أثناء وقوعه تحت أي ضغط من أي نوع، وعلى صعيد الصحة العقلية يجب أن يتعلم الشخص كيف يفكر بصورة عقلانية، مليئة بالأفكار الإيجابية وتقدير الذات والتخطيط والتعبير عن المشاعر المكبوته، وعلى صعيد الصحة الاجتماعية يجب عليه أن يهتم بالتواصل مع الآخرين، والقيام بأنشطة جديدة، ومن خلال كل هذا يمكن أن يواجه الشخص التوتر بصورة أسهل.

### الأساليب السلبية (الغير تكيفية والغير بناءة)
على العكس مما تم ذِكره من الطرق الإيجابية والتي تفيد الشخص في التغلب على التوتر، هناك أيضا آليات مسايرة تعرف بالطرق أو الأساليب السلبية، حيث أنها تقلل من حدة الأعراض بينما تزيد من قوة التوتر، وبالتالي فإن الفائدة فيها هي على المدى القريب وليس على المدى البعيد، ويعد التفارق والتحسس، التصرفات الجالبة لإحساس الأمان، تجنب التوتر والهروب أحد أشهر الآساليب السلبية، وتتداخل هذه الآساليب مع عملية فك الإرتباط الشرطي بين الموقف والشعور، حيث تحافظ هذه الأساليب على بقاء الارتباط بين الموقف والتوتر، وبالتالي فهي تعمل على بقاء التوتر وتعزيزه.
- التفارق هي حالة يتمكن فيها العقل من الفصل أو التجزئة بين الأفكار والذكريات والمشاعر، وعادة ما تكون مرتبطة باضطراب ما بعد الصدمة.
- التحسس هو سعي الشخص بأن يُعوّد نفسه على توقع ما هو اسوأ، وذلك لمنع ذاته من الشعور بالموقف الحالي.
- التصرفات الجالبة لإحساس الأمان وفيها يعتمد الشخص على شخص آخر أو شيء ليتمكن من خلاله من تجاوز التوتر دون المواجهة المباشرة.
- تجنب التوتر وهو تجنب الموقف المسبب للتوتر بكل السبل والوسائل، وهو أحد أشهر الأساليب.
- الهروب وهو قريب الصلة بالتجنب، ويُعبر عنه في صورة الخوف المرضي، حيث يلوذ الشخص بالفرار من موقف ما عند ظهور أي بادرة قد تتسبب في التوتر.

### أمثلة أخرى
هناك أمثلة أخرى على آليات المسايرة منها الدعم العاطفي أو الدعم المساند، تشتيت الذات، الإنكار، الإدمان، لوم النفس. كما أن التأمل أيضا يُعد واحدا من أساليب المسايرة، والتأمل ليس بمعني مجرد الهدوء والإسترخاء الجسدي والعاطفي، وإنما أيضا محاولة الحصول على السلام الداخلي كما في الصلاة.

## الاختلافات الجنسية
يُقصد بالاختلافات الجنسية الاختلافات بين الذكر والأنثي في اتباع أنواع معينة من آليات المسايرة، وذلك لاختلاف طريقة التعامل مع الضغط النفسي بينهما، ويدل على ذلك أن الذكر قد يعاني من التوتر بسب مسيرته المهنية، فيما قد تُنهي المرأة مسيرتها المهنية بسبب مشكلة مع أحد الأشخاص في العمل، كما أن بعض الدراسات أوضحت أن هناك اختلافات بسيطة بين الجنسين في التعامل مع التوتر عندما يخضعون لنفس الموقف.
وعلى العموم فإن ثبوت هذه التغيرات ربما هو دليل على اعتماد المرأة على آلية التركيز على المشاعر من خلال أسلوب «اهتم وكن صديقا» أو محاولة أن تكون لطيفة، بينما يميل الرجل إلى استخدام آلية التركيز على المشكلة أو اسلوب «الكر والفر» وربما يرجع ذلك إلى التركيب الاجتماعي الذي يدفع الرجل نحو الفردية والمرأة نحو التآلف، فيما عزي البعض هذه الاختلافات إلى العوامل الوراثية، وهذا الأمر لا يزال موضوع بحث.

## الأساس النفسي
تلعب الهرمونات دورا في الاستجابة للتوتر، فهرمون الكورتيزول، المعروف بأنه هرمون مضاد للتوتر، وُجد أنه يكون مرتفع في الذكر أثناء التوتر أكثر من الأنثي، بينما في الأنثي يزيد معدل نشاط الجهاز النطاقي أثاء التوتر، وهذا ربما يشرح ما سبق بيانه من الاختلاف بين الرجل والمرأة في التعامل مع التوتر.
وبالتالي فإن وضع الكر والفر يثير الجهاز العصبي المركزي وما يصاحب ذلك من زيادة هرموني الأدرينالين والنورادرينالين بينما زيادة نشاط الجهاز النطاقي هو السبب وراء أسلوب «(اهتم وكن صديقا)».
يُجدر الإشارة إلى أنه على الرغم من الاختلافات النفسية والفسيولوجية وربما الجينية بين الرجل والمرأة، إلا أن هذا لا يعني أن الأنثي لا يمكنها أن تستجيب للتوتر بأسلوب الكر والفر، والأمر ذاته بالنسبة للرجل.